# Taber Gable

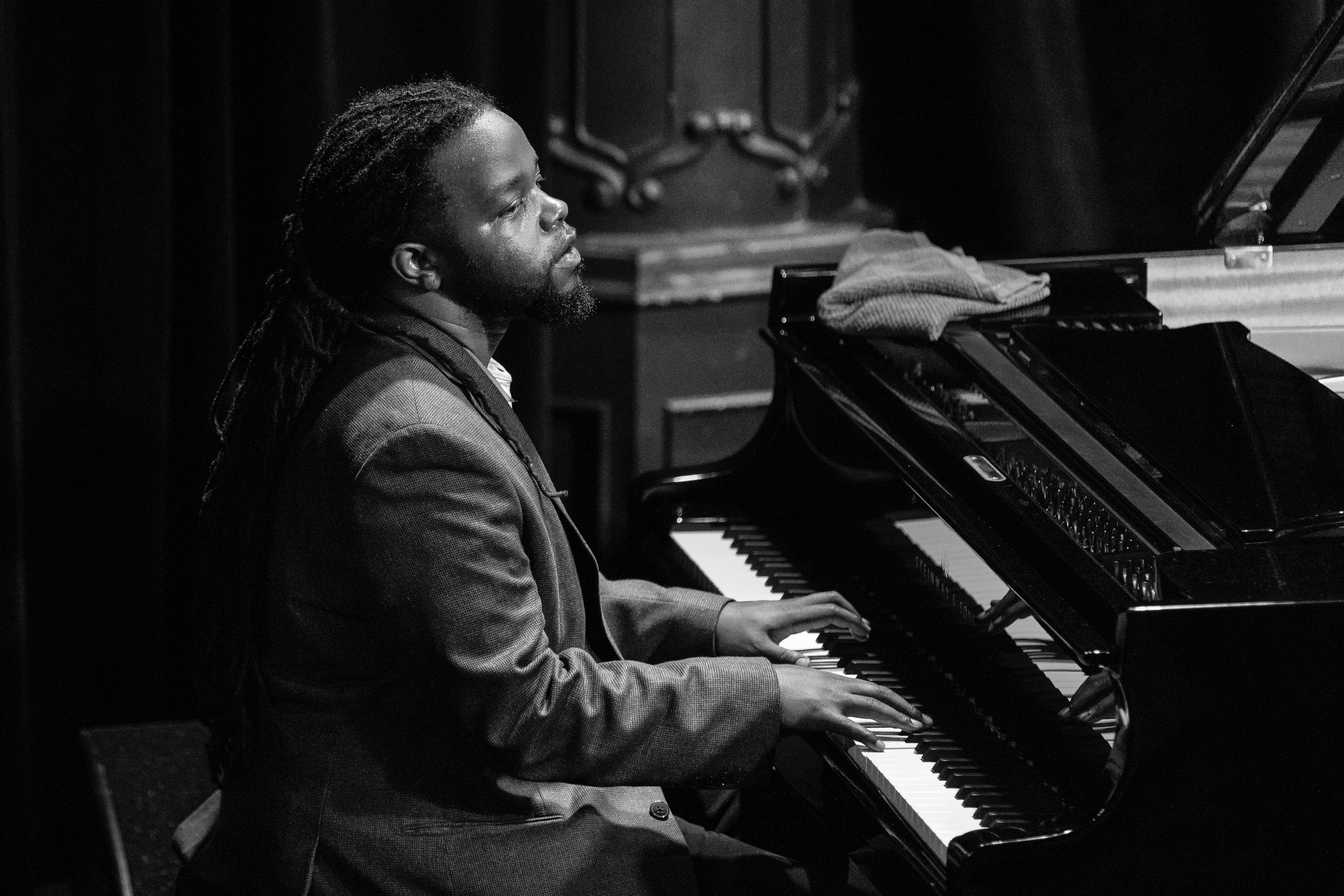
Taber Gable (2022)
Bild: Tore Sætre

Taber Gable (* um 1990) ist ein US-amerikanischer Jazzmusiker (Piano, auch Komposition) des Modern Jazz.

## Leben und Wirken
Gable beschäftigte sich schon in jungen Jahren mit verschiedenen musikalischen Bereichen wie Jazz, Gospel, Rhythm & Blues, Soul. Mit neun Jahren spielte er Klavier in der Kirche; den Bachelor in Jazzstudien erwarb er an der Hartford University (Jackie McLean Institute of Jazz), an der er die Gelegenheit hatte, bei Andy LaVerne, Steve Davis, René McLean, Javon Jackson und Nat Reeves zu studieren. Seine Studien schloss er um 2018 an der Juilliard School mit dem Master in Jazz ab, wo er u. a. bei Kenny Barron, Wynton Marsalis und Kenny Washington Unterricht hatte.
Seit Mitte der 2010er-Jahre arbeitet Gable in der New Yorker Jazzszene, u. a. in The Dwonztet um Matt Dwonszyk und Steve Davis, des Weiteren mit Musikern wie Abraham Burton, Jeremy Pelt, Jimmy Greene, Donald Brown, Eric McPherson, Freddie Hendrix, Nicholas Payton, Ben Wolfe, Peter Bernstein, Terrace Martin, Joe Farnsworth und Myron Walden. Erste Aufnahmen entstanden 2014 mit Jovan Alexandre (Collective Consciousness), dem Joshua Bruneau Septet (Bright Idea), 2018 mit Jonathan Barber (Vision Ahead) und  dem E. J. Strickland Quintet (Warriors for Peace). Gegenwärtig (2019) leitet er ein eigenes Quintett, dem John Hasselbeck (Trompete), Kendrick McAllister (Tenorsaxophon), Matt Dwonszyk (Bass) und Charles Goold (Drums) angehören.